# Listă de guvernatori ai statului Vermont, Statele Unite ale Americii
Această pagină este o listă a tuturor guvernatorilor statului Vermont.

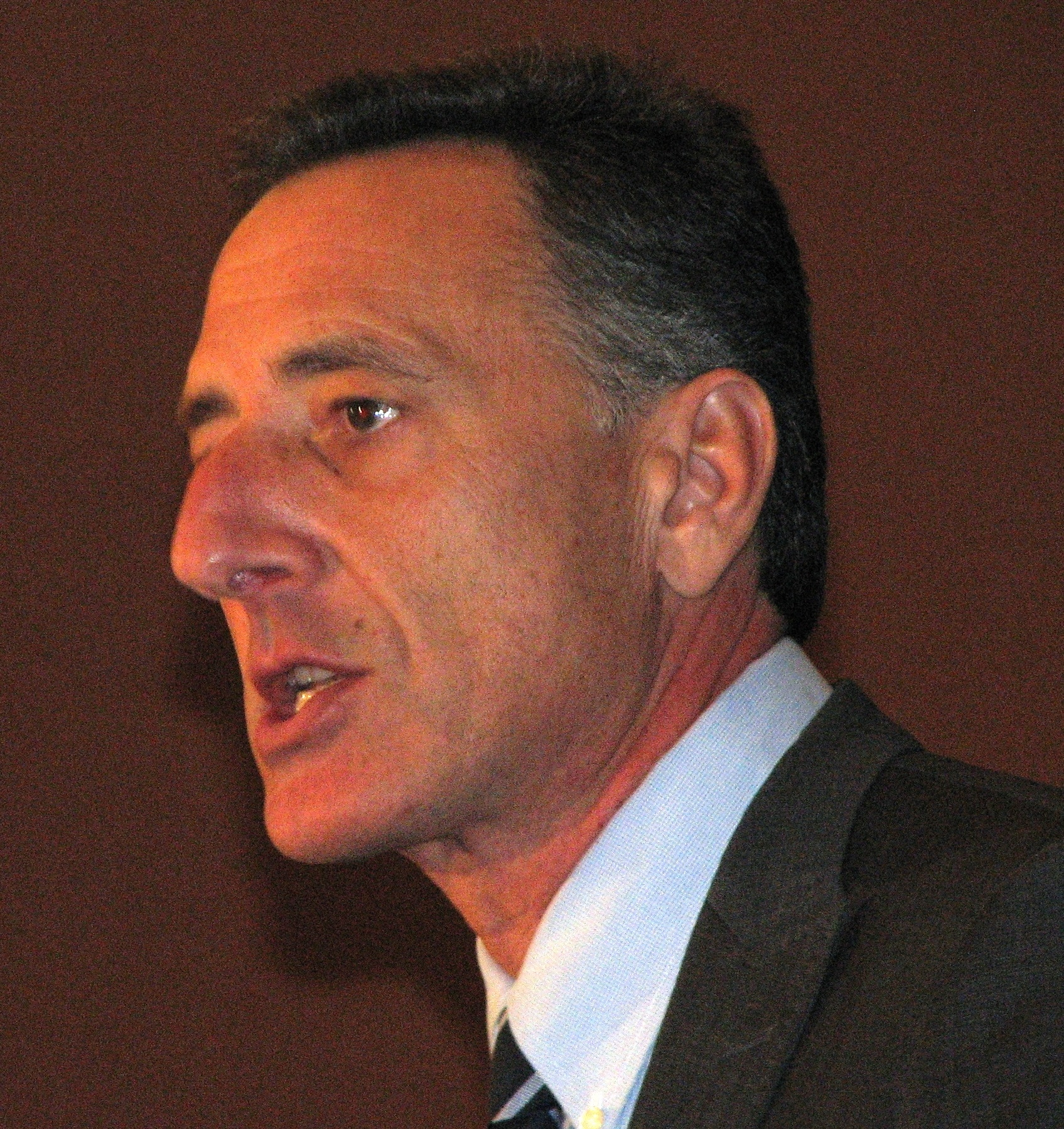
Peter Shumlin, guvernatorul actual al statului Vermont

## Perioada statului independentVermont Republic
| Nume              | Perioadă    | Partid politic |
| ----------------- | ----------- | -------------- |
| Thomas Chittenden | 1778 - 1789 | Nici unul      |
| Moses Robinson    | 1789 - 1790 | Nici unul      |
| Thomas Chittenden | 1790 - 1791 | Nici unul      |

## Perioada castatalStatelor Unite ale Americii
| Ordine | Nume                  | Partid politic      | Termen în oficiu |
| ------ | --------------------- | ------------------- | ---------------- |
| 1      | Thomas Chittenden     | Nici unul           | 1791 - 1797      |
| 2      | Paul Brigham          | Nici unul           | 1797             |
| 3      | Isaac Tichenor        | Federalist          | 1797 - 1807      |
| 4      | Israel Smith          | Democrat-Republican | 1807 - 1808      |
| 5      | Isaac Tichenor        | Federalist          | 1808 - 1809      |
| 6      | Jonas Galusha         | Democrat-Republican | 1809 - 1813      |
| 7      | Martin Chittenden     | Federalist          | 1813 - 1815      |
| 8      | Jonas Galusha         | Democrat-Republican | 1815 - 1820      |
| 9      | Richard Skinner       | Democrat-Republican | 1820 - 1823      |
| 10     | Cornelius P. Van Ness | Democrat-Republican | 1823 - 1826      |
| 11     | Ezra Butler           | Național Republican | 1826 - 1828      |
| 12     | Samuel C. Crafts      | Național Republican | 1828 - 1831      |
| 13     | William A. Palmer     | Anti-Masonic        | 1831 - 1835      |
| 14     | Silas H. Jennison     | Whig                | 1835 - 1841      |
| 15     | Charles Paine         | Whig                | 1841 - 1843      |
| 16     | John Mattocks         | Whig                | 1843 - 1844      |
| 17     | William Slade         | Whig                | 1844 - 1846      |
| 18     | Horace Eaton          | Whig                | 1846 - 1848      |
| 19     | Calos Coolidge        | Whig                | 1848 - 1850      |
| 20     | Charles K. Williams   | Whig                | 1850 - 1852      |
| 21     | Erastus Fairbanks     | Whig                | 1852 - 1853      |
| 22     | John S. Robinson      | Democrat            | 1853 - 1854      |
| 23     | Stephen Royce         | Republican          | 1854 - 1856      |
| 24     | Ryland Fletcher       | Republican          | 1856 - 1858      |
| 25     | Hiland Hall           | Republican          | 1858 - 1860      |
| 26     | Erastus Fairbanks     | Republican          | 1860 - 1861      |
| 27     | Frederick Holbrook    | Republican          | 1861 - 1863      |
| 28     | J. Gregory Smith      | Republican          | 1863 - 1865      |
| 29     | Paul Dillingham       | Republican          | 1865 - 1867      |
| 30     | John B. Page          | Republican          | 1867 - 1869      |
| 31     | Peter T. Washburn     | Republican          | 1869 - 1870      |
| 32     | George W. Hendee      | Republican          | 1870             |
| 33     | John W. Stewart       | Republican          | 1870 - 1872      |
| 34     | Julius Converse       | Republican          | 1872 - 1874      |
| 35     | Asahel Peck           | Republican          | 1874- 1876       |
| 36     | Horace Fairbanks      | Republican          | 1876 - 1878      |
| 37     | Redfield Proctor      | Republican          | 1878 - 1880      |
| 38     | Roswell Farnham       | Republican          | 1880 - 1882      |
| 39     | John L. Barstow       | Republican          | 1882 - 1884      |
| 40     | Samuel E. Pingree     | Republican          | 1884 - 1886      |
| 41     | Ebenezer J. Ormsbee   | Republican          | 1886 - 1888      |
| 42     | William P. Dillingham | Republican          | 1888 - 1890      |
| 43     | Carroll S. Page       | Republican          | 1890 - 1892      |
| 44     | Levi K. Fuller        | Republican          | 1892 - 1894      |
| 45     | Urban A. Woodbury     | Republican          | 1894 - 1896      |
| 46     | Josiah Grout          | Republican          | 1896 - 1898      |
| 47     | Edward C. Smith       | Republican          | 1898 - 1900      |
| 48     | William W. Stickney   | Republican          | 1900 - 1902      |
| 49     | John G. McCullough    | Republican          | 1902 - 1904      |
| 50     | Charles J. Bell       | Republican          | 1904 - 1906      |
| 51     | Fletcher D. Proctor   | Republican          | 1906 - 1908      |
| 52     | George H. Prouty      | Republican          | 1908 - 1910      |
| 53     | John A. Mead          | Republican          | 1910 - 1912      |
| 54     | Allen M. Fletcher     | Republican          | 1912 - 1915      |
| 55     | Charles W. Gates      | Republican          | 1915 - 1917      |
| 56     | Horace F. Graham      | Republican          | 1917 - 1919      |
| 57     | Percival W. Clement   | Republican          | 1919 - 1921      |
| 58     | James Hartness        | Republican          | 1921 - 1923      |
| 59     | Redfield Proctor, Jr. | Republican          | 1923 - 1925      |
| 60     | Franklin S. Billings  | Republican          | 1925 - 1927      |
| 61     | John E. Weeks         | Republican          | 1927 - 1931      |
| 62     | Stanley C. Wilson     | Republican          | 1931 - 1935      |
| 63     | Charles M. Smith      | Republican          | 1935 - 1937      |
| 64     | George David Aiken    | Republican          | 1937 - 1941      |
| 65     | William H. Wills      | Republican          | 1941 - 1945      |
| 66     | Mortimer R. Proctor   | Republican          | 1945 - 1947      |
| 67     | Ernest W. Gibson, Jr. | Republican          | 1947 - 1950      |
| 68     | Harold J. Arthur      | Republican          | 1950 - 1951      |
| 69     | Lee E. Emerson        | Republican          | 1951 - 1955      |
| 70     | Joseph B. Johnson     | Republican          | 1955 - 1959      |
| 71     | Robert T. Stafford    | Republican          | 1959 - 1961      |
| 72     | F. Ray Keyser, Jr.    | Republican          | 1961 - 1963      |
| 73     | Philip H. Hoff        | Democrat            | 1963 - 1969      |
| 74     | Deane C. Davis        | Republican          | 1969 - 1973      |
| 75     | Thomas P. Salmon      | Democrat            | 1973 - 1977      |
| 76     | Richard A. Snelling   | Republican          | 1977 - 1985      |
| 77     | Madeleine M. Kunin    | Democrat            | 1985 - 1991      |
| 78     | Richard A. Snelling   | Republican          | 1991             |
| 79     | Howard Dean           | Democrat            | 1991 - 2003      |
| 80     | Jim Douglas           | Republican          | 2003 - prezent   |